# Minanha
Minanhá est un  site archéologique majeur, mais aux dimensions réduites, situé sur le Plateau Vaca du Belize central côté ouest. Accidenté et peu exploré, le site devint un centre d’attention de la part des archéologues en 1922, quand un chiclero appelé Eglesias tomba par hasard sur les ruines alors qu’il était à la recherche d’arbres sapotilliers pour y trouver de la pâte à gomme. Le site émergea ensuite des rapports variés qui détaillent l’expédition du British Museum en 1927 au Honduras britannique. Minanhá ne fut pas répertorié comme site archéologique par le gouvernement du Honduras Britannique avant 1967.
Les fouilles à long terme y ont commencé à l'été 1999. Les activités de reconnaissance indiquent que le centre du site est composé de 115 monuments distincts.
Minanhá est stratégiquement placée entre certains des principaux acteurs de la scène politique de la Période Classique (ex : Naranjo, Ucanal et Caracol).